# Mare Boreale
Il mare Boreale era un oceano storico, una via d'acqua che è esistita durante il Mesozoico e che si trovava lungo il bordo settentrionale del supercontinente Laurasia.